# 베르나르두스 (동프랑크)
베른하르트(Bernhard or Bernard, 860년 - 891년/892년)는 카롤링거 왕조 출신 왕족으로, 알레만니 공작이며, 동프랑크 왕국의 왕위 요구자이다. 동프랑크 왕국의 왕이자 신성 로마 제국의 황제인 뚱보왕 카를 3세의 서자였다. 황후인 슈바벤의 리첼다(Richardis)에게서 아들을 얻지 못한 카를 3세는 885년부터 하드리아노 3세와 여러번 교섭, 사생아인 그를 적자로 삼아 왕위계승권을 주려고 노력하였으나, 실패했다.
888년 1월 부왕 카를 3세 뚱보왕 사후, 사촌 아르눌프에 대해 반란을 일으켰으나 번번히 실패하고, 892년경 라이티아의 백작 루돌프에 의해 살해되었다.

## 생애

### 생애 초반
베른하르트는 860년경 동프랑크 왕국 알레만니아의 왕인 뚱보왕 카를 3세의 사생아로 태어났으며, 그의 생모에 대해서는 알려져있지 않다. 그의 출생년대는 정확하지 않아860년 혹은 870년, 876년경에 태어났다고 한다.
아버지 카를 3세는 황후인 슈바벤의 리첼다(Richardis)에게서 아들을 얻지 못하자 885년 봄, 카를 3세는 서자인 그를 자신의 정식 계승자로 선포하려 했다. 그러나 각지의 주교, 대주교들의 반발에 부딪쳤다. 카를은 곧 교황 하드리아노 3세를 보름스로 초대하였고, 교황의 축성을 받게 한 뒤 그를 로트링겐의 왕으로 봉할 계획을 세웠다. 그해 7월 하드리아노 3세 교황은 알프스산맥을 넘다가 [10월]] 포강에서 사망했다. 이 사건으로 주교들은 그가 교황을 죽였다고 의심하게 됐고, 카를 3세는 어쩔수 없이 스스로 베른하르트를 정식 후계자로 선포하였다.
885년 여름에 부왕의 공식 후계자로 임명되었지만 가톨릭 주교들은 그의 지위를 인정하지 않았다. 비만왕 카를은 그를 로타링기아의 왕을ᆢ 삼으려 했다.

### 생애 후반
아버지 카를 3세는 여러 번 정비인 슈바벤의 리첼다에게서 적자를 얻으려 했으나 실패했다. 886년 초 부왕 카를은 적자를 얻는 것을 포기하고, 베른하르트를 적법한 왕위계승자로 승인받기 위해 4월과 5월에 교황 영접을 계획하고 새 교황 스테파노 5세를 독일 바이브링엔으로 초대했다. 스테파노 5세 교황은 처음에 수락하였으나, 그가 아들 베른하르트의 승인을 요구하려는 것을 간파하고 참석을 취소하였다. 결국 카를은 여러 번 교황청에 사람을 보내 서자 베른하르트의 승인을 요청했지만 모두 거절당하고 만다. 887년 5월 로타링기아의 총독으로 임명되었다.
887년 11월 간질과 뇌졸중으로 병석에 있던 아버지 카를 3세가 아르눌프의 쿠데타로 폐위당하였다. 888년 1월 아버지 뚱보왕 카를 3세가 나이딩겐에서 병으로 죽자, 베른하르트는 아르눌프에 의해 알레만니아의 공작에 임명되었다. 그러나 그의 죽음은 알레만니아 지방의 일부 귀족들의 반란의 지도자로 추대되었다.
그해, 베른하르트는 알레만니아를 중심으로 반란을 일으켰으나 실패했다. 890년 아르눌프가 스테파노 5세를 만나러 갈 때 반란을 기도, 라인하우(Linzgau)와 아르가흐(Argengau)의 백작 울리히, 생 갈 대주교 베른하르트 등이 지원하였으나 실패하고 진압되었다.
그밖에도 봉기의 잘 알려진 참가자는 이산리히 신부, 여러 알레만니 카운티의 소유주 이자 독일인 루트비히의 조카의 아들인 우달리히(Udalrich) 등이 있다. 그러나 반란은 사전에 적발되고, 베른하르트의 지지자들은 영지와 재산의 일부를 잃었다. 베른하르트는 라이티아를 통해 이탈리아로 탈출하였다. 891년 혹은 892년 겨울 알레만니로 돌아왔다가, 라이티아(Rhaetia) 백작 루돌프에 의해 살해되었다.

### 사후
매장지는 알 수 없다. 그의 암살은 풀다 연대기에는 실리지 않았지만 아날레스 알라마니키(Annales Alammannici) 아날레스 라우바켄시스(Annales Laubacenses) 등에 루돌프에게 살해되었다는 것이 간략하게 언급됨으로써 알려졌다. 루돌프 백작이 누구였는지, 누군가의 지시를 받았는가도 알려져있지 않다.

## 가족 관계
- 아버지 카를 3세

## 같이 보기
- 카를 3세
- 아르눌프
- 알레만니아

## 참고 자료
- Reuter, Timothy (trans.) The Annals of Fulda. (Manchester Medieval series, Ninth-Century Histories, Volume II.) Manchester: Manchester University Press, 1992.
- Reuter, Timothy. Germany in the Early Middle Ages 800–1056. New York: Longman, 1991.
- MacLean, Simon. Kingship and Politics in the Late Ninth Century: Charles the Fat and the end of the Carolingian Empire. Cambridge University Press: 2003.